# Tatsunori Yamagata
Tatsunori Yamagata (født 4. oktober 1983) er en japansk fodboldspiller.
Han har spillet for flere forskellige klubber i sin karriere, herunder Albirex Niigata, Avispa Fukuoka og Tochigi SC.